# Marestella Sunang
Marestella Sunang, coniugata Torres (San Jose, 20 febbraio 1981), è una lunghista filippina.

## Biografia
Ai Giochi olimpici di Londra 2012 si fermò alle qualificazioni con una misura di 6,22 m, classificandosi ventiduesima su trentadue partecipanti.
A trentacinque anni prese parte ai Giochi olimpici di Rio de Janeiro 2016, la sua terza e ultima apparizione, il che la rese l'atleta più anziana della delegazione filippina. Il suo salto di 6,22 m la collocò in quattordicesima posizione nelle qualificazioni e, anche in questo caso, l'atleta filippina non riuscì ad avanzare nella competizione.

## Palmarès
| Anno | Manifestazione              | Sede           | Evento         | Risultato | Prestazione | Note                                     |
| ---- | --------------------------- | -------------- | -------------- | --------- | ----------- | ---------------------------------------- |
| 2007 | Mondiali                    | Osaka          | 100 m piani    | Batteria  | 12"44       | Miglior prestazione personale            |
| 2008 | Giochi olimpici             | Pechino        | Salto in lungo | 34ª (q)   | 6,17 m      |                                          |
| 2009 | Mondiali                    | Berlino        | Salto in lungo | 28ª (q)   | 6,22 m      |                                          |
| 2009 | Campionati asiatici         | Guangzhou      | Salto in lungo | Oro       | 6,51 m      |                                          |
| 2010 | Mondiali indoor             | Doha           | Salto in lungo | 20ª (q)   | 6,06 m      |                                          |
| 2010 | Giochi asiatici             | Canton         | Salto in lungo | 4ª        | 6,49 m      |                                          |
| 2011 | Campionati asiatici         | Kōbe           | Salto in lungo | 5ª        | 6,34 m      |                                          |
| 2011 | Mondiali                    | Taegu          | Salto in lungo | 21ª (q)   | 6,31 m      |                                          |
| 2011 | Giochi del Sud-est asiatico | Palembang      | Salto in lungo | Oro       | 6,71 m      |                                          |
| 2012 | Mondiali indoor             | Istanbul       | Salto in lungo | 19ª (q)   | 5,98 m      |                                          |
| 2012 | Giochi olimpici             | Londra         | Salto in lungo | 20ª (q)   | 6,22 m      |                                          |
| 2014 | Giochi asiatici             | Incheon        | Salto in lungo | nm        | nm          |                                          |
| 2015 | Giochi del Sud-est asiatico | Singapore      | Salto in lungo | Bronzo    | 6,41 m      |                                          |
| 2016 | Campionati asiatici indoor  | Doha           | Salto in lungo | 8ª        | 6,03 m      | Miglior prestazione personale stagionale |
| 2016 | Giochi olimpici             | Rio de Janeiro | Salto in lungo | 28ª (q)   | 6,22 m      |                                          |
| 2017 | Campionati asiatici         | Bhubaneswar    | Salto in lungo | 5ª        | 6,20 m      |                                          |
| 2018 | Giochi asiatici             | Giacarta       | Salto in lungo | 9ª        | 6,15 m      |                                          |